# Ben Mehdi
Ben Mehdi (em árabe: بن مهيدى) é uma cidade e comuna localizada na província de El Tarf, Argélia. Segundo o censo de 2008, a população total da cidade era de 33 262 habitantes.